# Karma Chhoden
Karma Chhoden (* 13. Juni 1966) ist eine ehemalige bhutanische Bogenschützin. 

## Karriere
Karma Chhoden gehörte der ersten Olympiamannschaft Bhutans bei den Olympischen Sommerspielen 1984 in Los Angeles an. Im Einzelwettkampf belegte sie den 46. Rang.